# Старая аптека городского совета (Люнебург)
Старая аптека городского совета (нем. Alte Ratsapotheke) — здание аптеки в центре ганзейского города Люнебург (земля Нижняя Саксония). В современном виде здание существует с 1598 года. Является памятником архитектуры.

## История и описание
В 1475 году городской совет Люнебурга приобрел здание по адресу ул. Гроссе Беккерштрассе, дом 5, где открыл аптеку. Через 50 лет аптека переехала на улицу Гроссе Беккерштрассе 9, где открылось в 1524 году и работала в течение 70 лет по данному адресу. В 1598 году здание было значительно перестроено, приобретя более роскошный вид. После появления в 1700 году новой аптеки, описываемое здание стало известно как Старая аптека, и было отмечено таким образом над входом в здание.
В 1988—1989 годах вход в аптеку был восстановлен в стиле модерн в первоначальном цвете, благодаря научно-историческим исследованиям.